# How High
Série How High
How High 2
(2019)
Pour plus de détails, voir Fiche technique et Distribution.
How High (Étudiants en herbe au Québec) est un film américain de type stoner comedy, réalisé par Jesse Dylan et écrit par Dustin Lee Abraham. Sorti le 21 décembre 2001 aux États-Unis, le film met en scène les rappeurs Method Man et Redman dans une histoire où une marijuana, ayant des propriétés magiques, les amène à vivre une aventure loufoque à l'université Harvard.

## Synopsis
Silas (Method Man) est un étudiant vivant dans un ghetto des États-Unis. Malgré son statut de petit voyou de son lycée, il est un génie de la botanique dont la marijuana et, par extension, un petit dealer dans son quartier. Son meilleur ami, Ivory, meurt à la suite d'un rendez-vous amoureux désastreux tout en ayant promis à Silas d'être toujours là pour lui auparavant. Celui-ci ayant été incinéré, Silas décide d'utiliser les cendres de son ami pour faire pousser un plant de cannabis.
Au même moment, Jamal (Redman) vit lui toujours chez sa mère et se fait régulièrement disputer pour des affaires de drogues et de petite délinquance. Au matin de leur examen final, Jamal et Silas se rencontrent par hasard et décident de fumer ensemble leur joint du matin, en essayant la marijuana issue de la culture de Silas avec les cendres d'Ivory.
L'inattendu se produit et Ivory apparait alors, leur expliquant après la surprise qu'il a juré de rester près de Silas de son vivant pour l'aider, et qu'il apparaît donc chaque fois que Silas fumera cette herbe. Avec la complicité du fantôme invisible et ayant accès à tout le savoir de l'humanité depuis le ciel, les deux lascars vont passer leur examen de fin d'année avec lui et décrocher les meilleures notes. Grâce à elles, ils bénéficient d'une bourse d'études et d'un accès à toutes les grandes écoles du pays. Finalement, ils portent alors leur choix sur Harvard, Silas espérant disposer alors d'un véritable laboratoire pour continuer ses recherches en botanique.
Évidemment, l'arrivée des deux compères dans la faculté se fait de manière un peu agitée. Ils vont successivement rencontrer leurs nouveaux camarades de classe et de colocation, leur directeur et professeurs, occasionnant quelques scènes assez particulières par leur profil plutôt inhabituel dans l'université.

## Fiche technique
Sauf indication contraire, les informations mentionnées dans cette section peuvent être confirmées par la base de données cinématographiques IMDb,  présente dans la section « Liens externes ».
- Titre original : How High
- Titre français : How High : Étudiants en Herbe
- Titre québécois : Étudiants en Herbe
- Réalisation : Jesse Dylan
- Scénario : Dustin Lee Abraham
- Musique : Method Man et Redman[1]
- Direction artistique : Max Biscoe
- Décors : Clark Hunter
- Costumes : Cindy Evans
- Photographie : Francis Kenny
- Son : Gregg Landaker, Steve Maslow
- Montage : Larry Bock
- Production : Danny DeVito, Michael Shamberg, Stacey Sher, James Ellis et Shauna Garr
- Production déléguée : Pamela Abdy, Louis G. Friedman et Jonathan Weisgal
- Sociétés de production[2] : Jersey Films et Native Pictures Productions
- Société de distribution : Universal Pictures (États-Unis), United International Pictures (France)
- Budget : 20 millions de $[3]
- Pays d'origine :  États-Unis
- Langue : anglais
- Format[4] : couleur (DeLuxe) - 1,85:1 (Panavision) - son DTS | Dolby Digital | SDDS
- Genre : comédie, fantastique
- Durée : 93 minutes
- Dates de sortie[5] :
  - États-Unis : 21 décembre 2001
  - France : 21 mai 2002 (sortie directement en DVD)
- Classification[6] :
  -  États-Unis : Interdit aux moins de 17 ans (R – Restricted)[Note 1].
  -  France : Tous publics[1]

## Distribution
- Method Man (VF : Christophe Peyroux) : Silas P. Silas
- Redman (VF : Maurice Decoster) : Jamal King
- Obba Babatundé (VF : Benoît Allemane) : Dean Carl Cain
- Anna Maria Horsford : Mamma King
- Mike Epps (VF : Gilles Morvan) : Baby Powder
- Fred Willard (VF : Jean Barney) : Philip Huntley
- Jeffrey Jones (VF : Philippe Dumond) : Vice-Président
- Héctor Elizondo (VF : Jean-Michel Farcy) : Bill l'entraineur
- Lark Voorhies : Lauren
- Al Shearer : I Need Money $$$
- Chuck Deezy (VF : Lucien Jean-Baptiste) : Ivory (Fantôme)
- Essence Atkins (VF : Maïté Monceau) : Jamie
- Chris Elwood (VF : Mathias Kozlowski) : Bart
- T.J. Thyne (VF : Jérôme Pauwels) : Gerald
- Justin Urich (VF : Philippe Siboulet) : Jeffrey
- Dennison Samaroo (VF : Yann Pichon) : Amir
- Cypress Hill : eux-mêmes (pendant la fête)
- Chuck Liddell : lui-même (caméo)

## La musique dans le film
- La chanson Cisco Kid interprétée par Cypress Hill, Method Man et Redman est un remake de l'originale du groupe War, dont le refrain et l'instrumentale sont samplés dans la version hip-hop.
- Cypress Hill joue le générique d'ouverture (Hits from the bong) et I wanna get high, chansons issues de leur second album Black Sunday. Hits from the bongs sample un extrait de The son of a preacher man de Dusty Springfield, musique présente sur la bande originale de Pulp Fiction de Quentin Tarantino. On pourrait penser alors que Jersey Films (qui a produit How High et Pulp fiction) fait un clin d'œil à une de ses anciennes production.
- La chanson de N.W.A. que diffuse Tuan dans sa radio est Chin Check[7], sortie en 1999 pour la bande originale du film Next Friday (séquel de Friday).
- Après leur sermon par Dean Cain, durant le court passage accéléré où le groupe retapisse la chambre et s'installe, la chanson entendue est Slam, extraite de l'album Bacdafucup de Onyx.
- Afin de réveiller Jamal pour son entrainement, Silas diffuse Du hast de Rammstein dans une enceinte.
- Lorsque Silas et Djamal se font voler l'ivory et que Silas ordonne à Jamal de réviser, le clip accéléré des révisions met en fond la chanson B.O.B. (Bombs over Bagdad) de Outkast, extraite de leur album Stankonia.
- La chanson qui démarre la fête d'Halloween costumée est un single de Montell Jordan, This is how we do it. La chanson qui la suit est "Cisco kid" interprétée par Cypress Hill, Redman et Method Man. Celle qui enchaine la fête lorsque Gerald dérobe le pied d'Ivory est Party up (up in there) de DMX.
- On peut également entendre The Payback de James Brown.
- La chanson How High (part 2), clôturant le film, est un séquel à How High et son remix.
- Lorsque Silas et Jamal volent la bicyclette de Gerald, on peut entendre Bicycle Race du groupe Queen.

### Bande originale
La bande son originale de How High compile des pistes existantes ou inédites de groupes variés pour le film, et beaucoup de collaborations notamment entre Redman et Method Man ou avec d'autres groupes (Limp Bizkit, Rammstein ou Cypress Hill).

## Suite
À la suite du succès relatif du film parmi les fans, Method Man et Redman ont produit une sitcom dans lequel ils se mettent eux-mêmes en rôle une fois encore, intitulé Method and Red et diffusé en 2004 aux États-Unis sur la chaine FOX. N'ayant pas eu le succès attendu, cette dernière a été interrompue avant la fin de l'année coupant ainsi la diffusion des 4 derniers épisodes et occasionnant une dispute entre le duo et FOX sur la production du sitcom (Method Man voulait une série à la Arrested Development dont il était fan, et les 2 rappeurs ont désapprouvé la direction productive du sitcom et l'insertion de rires enregistrés dans le sitcom).
How High 2 a été confirmé depuis plusieurs années par le duo, et plusieurs rumeurs ont alimenté le scénario du film. Certaines feraient mention d'un retour d'Ivory à la vie (intitulant le film How High 2 - Ivory Returns en parodie de Superman Returns, d'autres d'un remplacement de Redman par Chris Tucker, ce qui a été démenti depuis. Aucune information n'a filtré sur le scénario et l'état d'avancement actuel du film, si ce n'est que Method Man et Redman ont bien confirmé qu'ils travaillaient dessus depuis maintenant presque 4 ans (plusieurs rumeurs de sortie ayant commencé à apparaitre aux alentours de 2005). Ils ont également confirmé qu'un nouvel album composant la bande sonore sortira en même temps comme l'album How High - The Soundtrack qui est sorti avec How High.
Le 27 mars 2007, Redman a confirmé dans l'émission Rap City, sur la chaîne BET, que le scénario de How High 2 était en cours d'écriture.
Le 10 avril 2007, Onion AV Club interviewait Redman qui annonçait pour le milieu de l'été ou début septembre le début des travaux de composition d'un nouvel album collaboratif avec Method Man.
Début 2008, un remake de Broken language, classique de The Smoothe da Hustler et Trigger tha Gambler, a été diffusé sur Internet par le duo sous le nom de Broken language 2008, réalimentant ainsi les rumeurs d'une sortie potentielle de Blackout! 2. Durant un concert à Gainesville en Floride, les 2 amis avaient alors annoncé que How High 2 "arrivait" et que cet album serait disponible durant l'été.
Method Man et Redman ont annoncé souhaiter sortir le film en même temps ou peu après la sortie de Blackout! 2. Cependant, aucune date de sortie n'a été évoquée. Les 2 rappeurs, de passage en Europe durant l'été 2008, ont annoncé durant leurs concerts que le film et l'album arrivaient tous les 2 très bientôt, laissant les fans espérer une éventuelle sortie pour fin de l'année 2008 ou début 2009, mais aucune information valide n'a été relevée, et le film, s'il est encore en production (ou démarre cette dernière) ne pourrait pas être visible avant la mi 2009 au plus tôt. Le 27 juillet 2008, au Rock the Bells de Boston, Redman aurait annoncé que How High 2 commencerait début 2009, mais sans toutefois révéler plus de détails.
Le 26 avril 2009, Redman déclare qu'Universal Pictures ne produira pas la suite d'How High et donc que le nom du film devrait changer ainsi que les noms des personnages. Mais il insiste sur le fait que le projet avance tout de même.
L'album Blackout! 2 est sorti le 19 mai 2009.
En 2014 Redman reconfirme une suite à How High mais elle est à prendre avec des pincettes car à la fin de cette vidéo il supplie Universal de le produire.

## Anecdotes
- How high est une expression argotique américaine signifiant que l'on est défoncé à l'extrême par la marijuana (« How high ? So high that i can kiss the sky »).
- L'origine du nom du film vient d'une chanson intitulée How High, composée en 1995 par Method Man et Redman, pour la bande originale d'un documentaire sur le hip hop intitulé The Show. La chanson originelle n'est pas disponible sur la bande originale officielle mais a été incluse dans une version remixée qui figurait déjà en B-Side de la chanson à l'époque. Le remix est également disponible sur certaines éditions de Blackout!, l'album commun de Method Man et Redman. Quant à la chanson originelle, celle-ci est disponible sur diverses compilations (boxset The Hip Hop Box de Hip-O Records, Def Jam's Greatest Hits, ...).
- On note d'ailleurs un caméo du groupe Cypress Hill qui vient animer une fête étudiante qui dégénère. Les deux rappeurs et le groupe californien sont de vieux amis et ont déjà collaboré plusieurs fois ensemble (par exemple pour la bande originale de Space Jam où B-Real et Method Man composent avec Busta Rhymes, LL Cool J et Coolio la chanson Hit'em high (the monstars anthem) ou sur le morceau Red Meth and B de l'album Stoned Raiders de Cypress Hill).
- Le moment où Silas utilise les cendres d'Ivory pour faire pousser un plant de cannabis est une référence au fait que les Outlawz auraient fumés les cendres de Tupac Shakur.